# Resarö

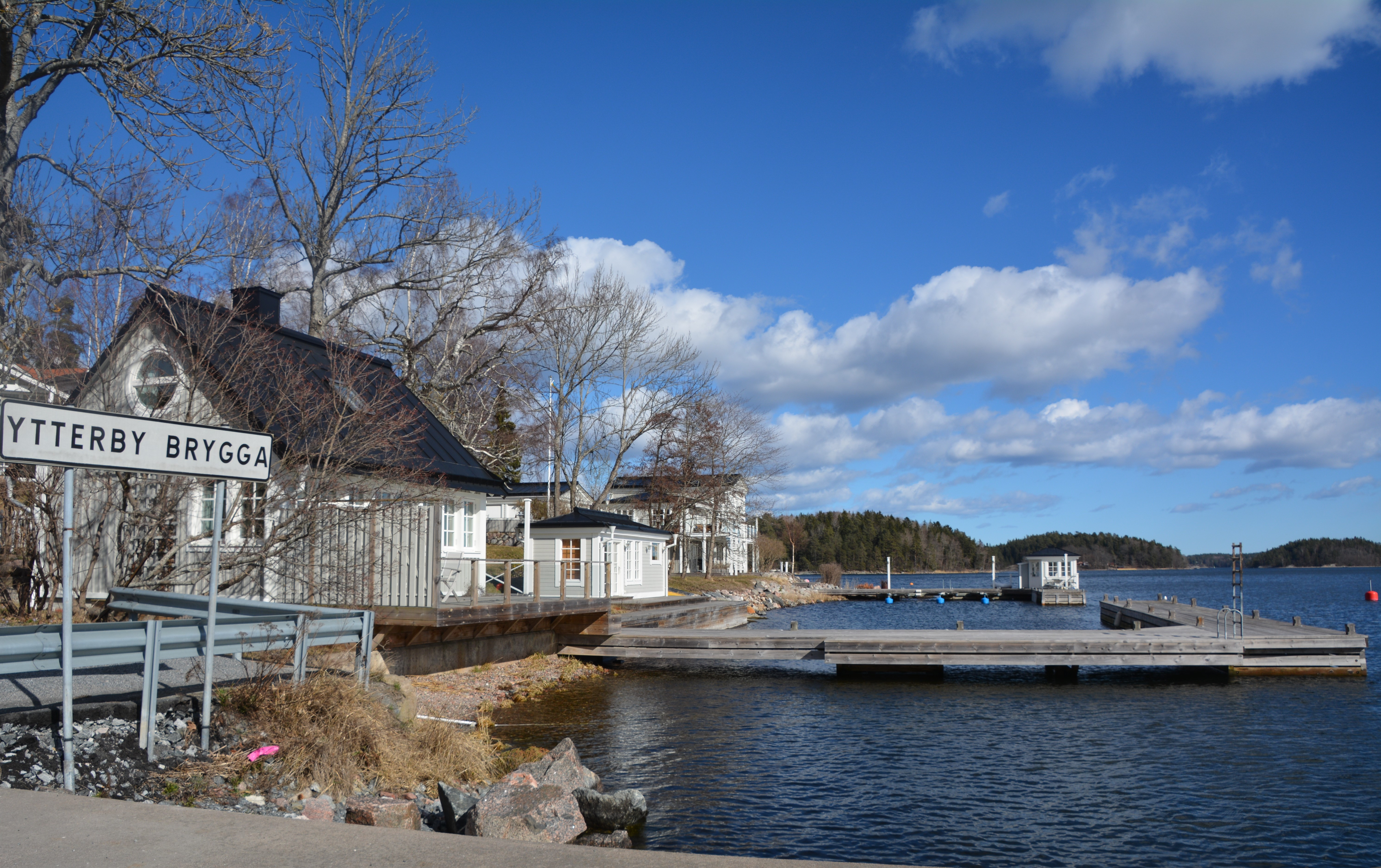
Ytterby brygga

Resarö är en tätort och en 4 kilometer lång ö i Österåkers socken i Vaxholms kommun.

## Historia
År 1903 grundade häradshövdingen och advokaten Birger Svenonius villaområdet Ytterbystrand. Här byggdes också tennisbanor, badhus med herr- och damavdelning samt hopptorn, ett societetshus och en kinesisk paviljong. Idag finns bara paviljongen kvar som används som biograf. 
Resarö hyser idag lämningar av Ytterby gruva, där flera grundämnen upptäckts:
- Yttrium (av Ytterby)
- Ytterbium (av Ytterby)
- Terbium (av Ytterby)
- Erbium (av Ytterby)
- Holmium (av Holmia, det latinska namnet på Stockholm)
- Skandium (av Skandinavien)
- Tulium (av Thule, det latinska namnet på Skandinavien)
- Gadolinium (efter Johan Gadolin)
- Tantal (efter den grekiska mytologiska figuren Tantalus)

I hela världen är Ytterby den enskilda plats där flest grundämnen har upptäckts. Lokala initiativ pågår för att uppmärksamma detta och att göra Ytterby gruva till ett mer besökt besöksmål. 
I slutet på 1900-talet genomgick Resarö en förvandling från sommarö till villaförort med ett ökande antal permanentboende.

### Befolkningsutveckling
År 1990 avgränsade SCB en småort med benämningen Resarö på den västra delen av ön. Den omfattade 83 hektar och hade då 263 invånare. Till avgränsningen 5 år senare hade småorten upphört och ingår sedan dess numera i tätorten. Detta är även förklaringen till tätortens markanta ökning i yta 1995 jämfört med 1990.
| Befolkningsutvecklingen i Resarö 1950–2023 | Befolkningsutvecklingen i Resarö 1950–2023 | Befolkningsutvecklingen i Resarö 1950–2023 | Befolkningsutvecklingen i Resarö 1950–2023 | Befolkningsutvecklingen i Resarö 1950–2023 |
| ------------------------------------------ | ------------------------------------------ | ------------------------------------------ | ------------------------------------------ | ------------------------------------------ |
|                                            |                                            |                                            |                                            |                                            |
| År                                         |                                            |                                            | Folkmängd                                  | Areal (ha)                                 |
| 1950                                       | 1950                                       |                                            | 255                                        |                                            |
| 1960                                       | 1960                                       |                                            | 204                                        | 160                                        |
| 1965                                       | 1965                                       |                                            | 204                                        | 160                                        |
| 1970                                       | 1970                                       |                                            | 275                                        |                                            |
| 1975                                       | 1975                                       |                                            | 524                                        |                                            |
| 1980                                       | 1980                                       |                                            | 549                                        |                                            |
| 1990                                       | 1990                                       |                                            | 848                                        | 166                                        |
| 1995                                       | 1995                                       |                                            | 1 743                                      | 280                                        |
| 2000                                       | 2000                                       |                                            | 2 079                                      | 280                                        |
| 2005                                       | 2005                                       |                                            | 2 347                                      | 282                                        |
| 2010                                       | 2010                                       |                                            | 2 946                                      | 310                                        |
| 2015                                       | 2015                                       |                                            | 3 249                                      | 349                                        |
| 2020                                       | 2020                                       |                                            | 3 212                                      | 350                                        |
| 2023                                       | 2023                                       |                                            | 3 239                                      | 346                                        |
|                                            |                                            |                                            |                                            |                                            |